# قائمة سفراء مصر لدى الكويت
سفير مصر لدى الكويت هو الممثل الرسمي لجمهورية مصر العربية لدى دولة الكويت.

## قائمة السفراء
| السفير                | تاريخ تولي المنصب         | تاريخ انتهاء المنصب | ملاحظات إضافية                                                                                      |
| محمد محمود عبد العزيز | مارس 1962                 | غير معروف           | أول سفير مصري بعد استقلال الكويت، قدم أوراق اعتماده إلى الأمير الراحل الشيخ عبد الله السالم الصباح. |
| أمين نمر              | 4 مارس 1991               | 1995                | تولى المنصب بعد حرب الخليج، كان سابقًا رئيسًا لجهاز المخابرات العامة المصرية (1986-1989).             |
| طاهر أحمد فرحات       | حوالي 2006                | أغسطس 2011          | خدم خلال فترة 2006-2010 حسب بعض السجلات، انتهت مهمته في 2011.                                       |
| عبد الكريم سليمان     | سبتمبر 2011               | 2017                | تولى المنصب بعد فرحات، وكان نشطًا في تعزيز العلاقات حتى 2017.                                        |
| طارق القوني           | أغسطس 2017                | أغسطس 2021          | تولى المنصب في حركة تنقلات 2017، وانتهت مهمته في 2021.                                              |
| أسامة شلتوت           | أغسطس 2021                | يوليو 2025          | خدم لمدة 4 سنوات، وكان نشطًا في تعزيز العلاقات الاقتصادية والثقافية.                                 |
| محمد جابر أبو الوفاء  | مايو 2025 (إعلان التعيين) | حاليًا               | السفير الحالي، شغل سابقًا منصب نائب مساعد وزير الخارجية للشؤون الأفريقية، وسفيرًا في تنزانيا.         |